# Раславка
Расла́вка — село в Україні, у Лопушненській сільській громаді Кременецького району Тернопільської області. Розташоване на річці Іква, на заході району. До 2015 підпорядковане Лопушненській сільській раді. До Раславки приєднано хутір Галяси.
Від вересня 2015 року ввійшло у склад Лопушненської сільської громади.
Населення — 404 особи (2007).
Почтовий індекс 47045

## Історія
Перша писемна згадка — 1710.
Діяли «Просвіта» та інші товариства. Будують церкву св. Пантелеймона (від 1997).
На 1936 рік село входило до ґміни Почаїв Кременецького повіту. 
12 червня 2020 року, відповідно до розпорядження Кабінету Міністрів України № 724-р «Про визначення адміністративних центрів та затвердження територій територіальних громад Тернопільської області», увійшло до складу Лопушненської сільської громади.
19 липня 2020 року, в результаті адміністративно-територіальної реформи та ліквідації Кременецького (1940-2020) району, село увійшло до складу новоутвореного Кременецького району.

## Населення
За даними перепису населення 2001 року мовний склад населення села був таким:
| Мова       | Число осіб | Відсоток |
| ---------- | ---------- | -------- |
| українська |            | 99,32    |
| російська  |            | 0,68     |

## Соціальна сфера
Працюють ЗОШ 1-2 ступенів, клуб, бібліотека, ФАП, 2 торгові заклади.

## Галерея

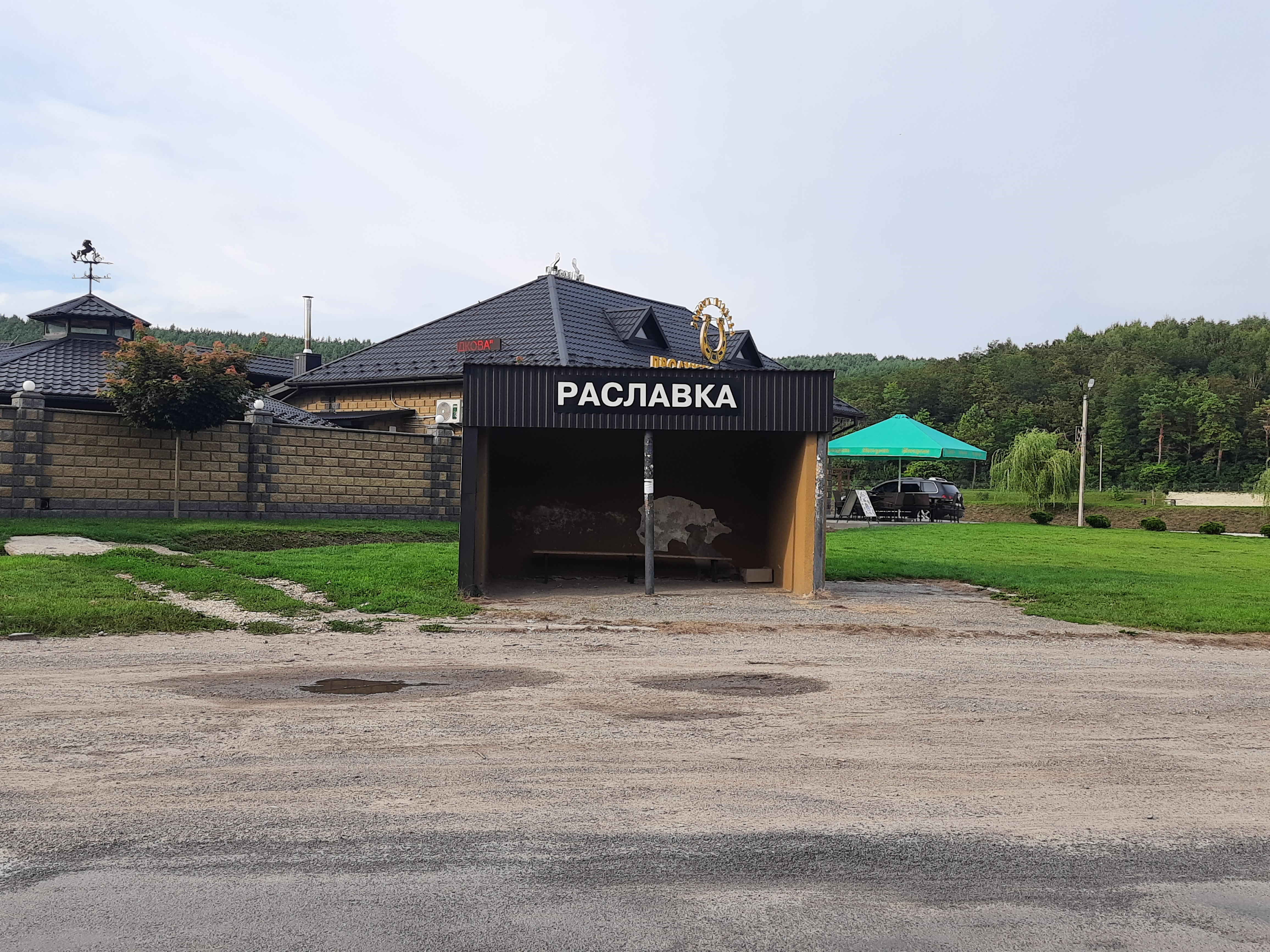
Автобусна зупинка
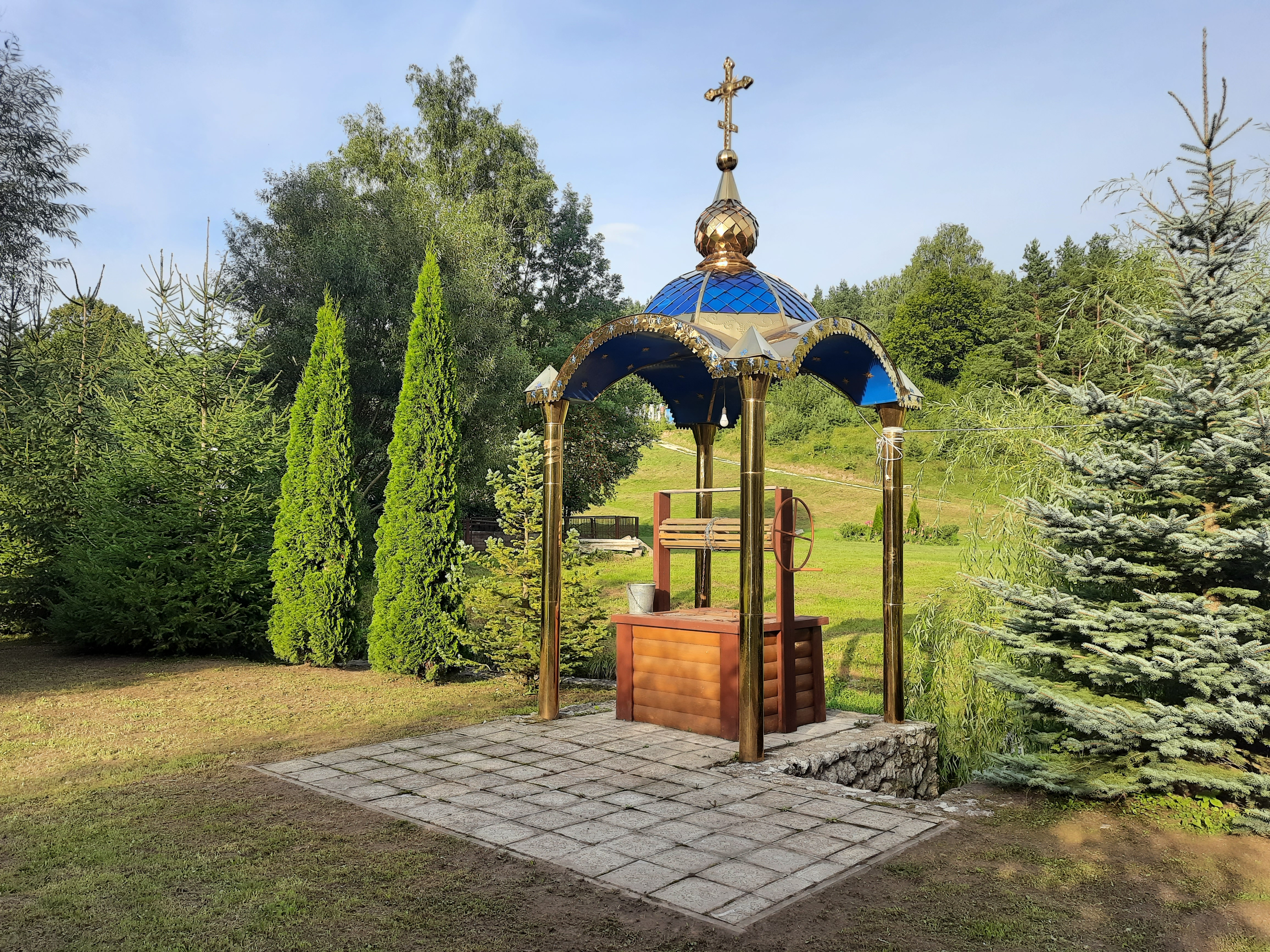
Криниця
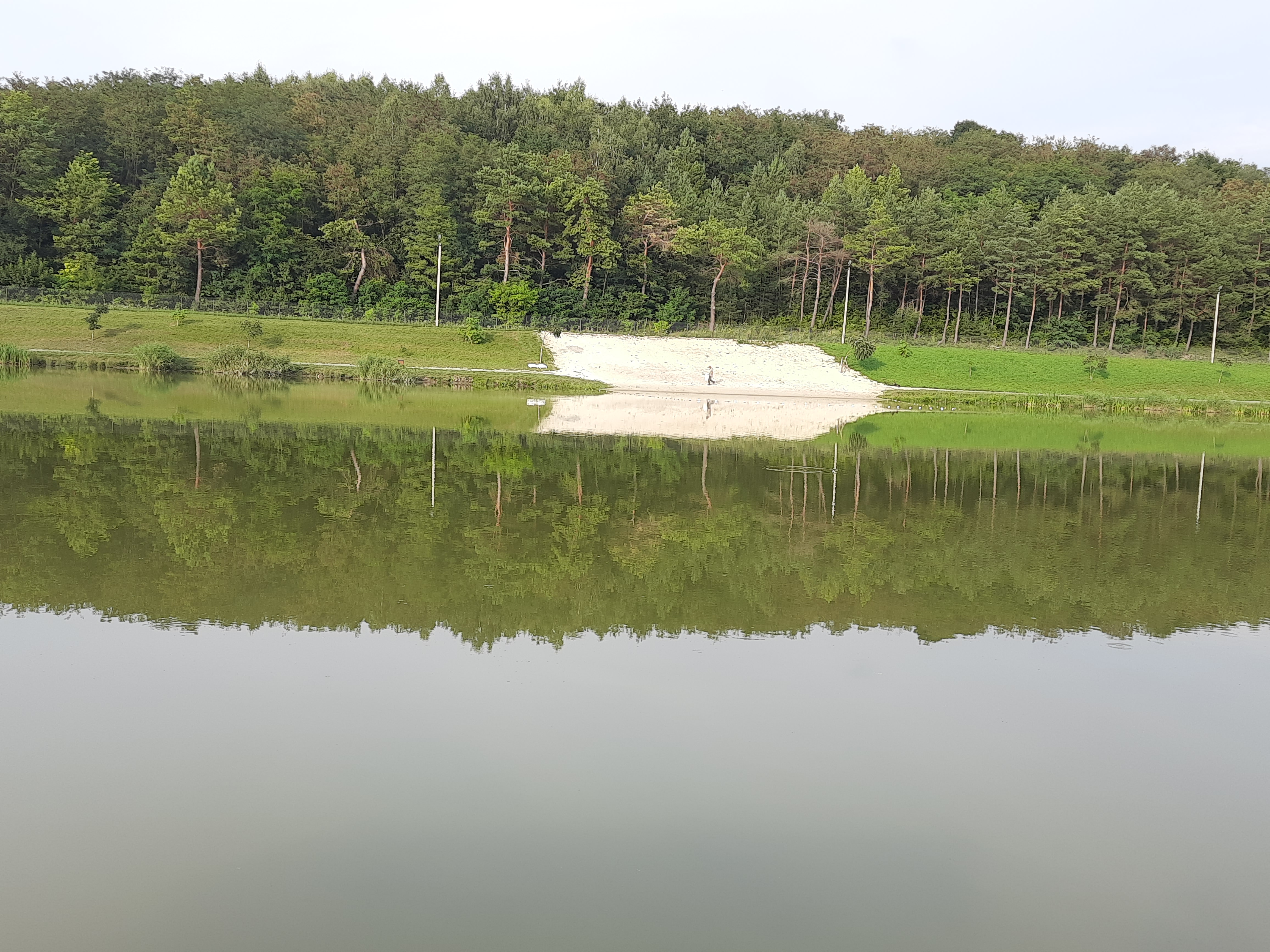
Став біля села
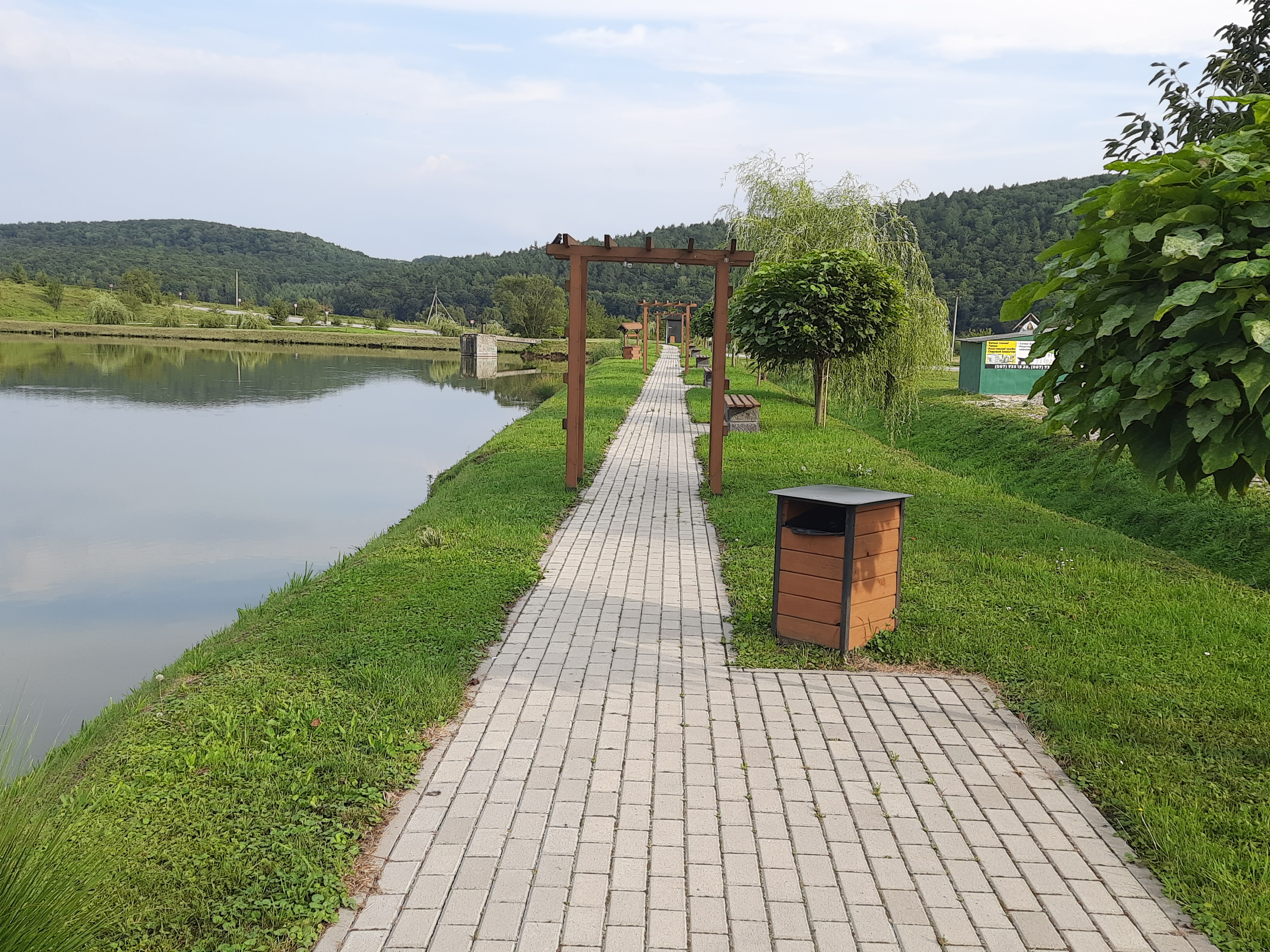
Набережна ставка